# Movimento per il Rinnovamento
Il Movimento per il Rinnovamento (in arabo حركة التجديد‎?, Ḥarakat al-Tajdīd; francese: Mouvement Ettajdid) è stato un partito politico di ispirazione socialista fondato in Tunisia nel 1993.
È erede del Partito Comunista Tunisino.
Alle elezioni per l'Assemblea costituente del 2011 il partito aderì alla coalizione del Polo Democratico Modernista, insieme al Partito Socialista di Sinistra, a Via di Centro e al Partito repubblicano. Il PDM ottenne appena 5 seggi su 217 in Costituente.
Il partito è confluito in nuovo soggetto, Via Social Democratica, insieme al Partito Laburista Tunisino.